# Bandbuikmuisspecht
De bandbuikmuisspecht (Hylexetastes stresemanni) is een zangvogel uit de familie Furnariidae (ovenvogels). Deze vogel is genoemd naar de Duitse ornitholoog Erwin Stresemann.

## Verspreiding en leefgebied
Deze soort telt drie ondersoorten:
- H. s. stresemanni: van de Rio Negro tot de Amazone (noordwestelijk Brazilië).
- H. s. insignis: westelijk amazonisch Brazilië (Uaupés stroomgebied).
- H. s. undulatus: oostelijk Peru, noordelijk Bolivia en westelijk Brazilië.

## Status
De grootte van de populatie is niet gekwantificeerd maar de soort wordt omschreven als zeldzaam. Op de Rode lijst van de IUCN heeft deze soort de status niet bedreigd.